# Mərəlik
Mərəlik è un comune dell'Azerbaigian situato nel distretto di Şahbuz.